# Luca Dotto
Luca Dotto (Camposampiero, 18 de abril de 1990) é um nadador italiano. Ele detém o recorde de 100 metros livres com o tempo de 47.96 segundos e foi o primeiro italiano a quebrar o recorde de 48 segundos. Além disso, ganhou uma medalha de prata nos 50 metros livres no Campeonato Mundial de Esportes Aquáticos de 2011.